# Навахо (река)
Навахо (англ. Navajo River) — река в США, в штатах Колорадо и Нью-Мексико. Левый приток реки Сан-Хуан, которая в свою очередь является притоком реки Колорадо. Длина составляет около 87 км.
Берёт начало в округе Корнехос, штат Колорадо и течёт сперва на юг, а затем поворачивает на запад. Пересекает границу со штатом Нью-Мексико, проходит к северу от городка Дульче, поворачивает на северо-запад, вновь выходит на территорию штата Колорадо и впадает в реку Сан-Хуан на территории округа Арчулета. Значительная часть воды из реки отводится через континентальный водораздел, в бассейн реки Рио-Гранде, как часть проекта Сан-Хуан-Чама.